# Halkbank SK
Halkbank SK är en idrottsförening från Ankara, Turkiet grundad 21 juli 1983 av Halkbank. Den har bland annat handboll och volleyboll på programmet. 

## Volleyboll
Halkbanks herrlag har vunnit turkiska mästerskapet 9 gånger (1991-92, 1992-93, 1993-94, 1994-95, 1995-96, 2013-14, 2015-16, 2016-17 och 2017-18) och turkiska cupen 7 gånger (1991-92, 1992-93, 1995-96, 2012-13, 2013-14, 2014-15 och 2017-18). Internationellt har de vunnit CEV Cup en gång (2012-13) och nått final i CEV Champions League en gång (2013-2014).
Klubben har tidigare haft ett damlag på elitnivå